# Gorsachius magnificus
Gorsachius magnificus és el nom científic d'un ocell de la família dels ardèids (Ardeidae), conegut en algunes llengües com martinet de nit magnífic (espanyol: martinete magnífico; francès: bihoreau superbe). Habita al bosc dens de les terres altes de l'illa d'Hainan i zones properes de la Xina i el Vietnam.